# Randy Marsh
Pour les articles homonymes, voir Marsh.
Randolph Marsh, plus connu sous le nom de Randy Marsh, est l'un des principaux personnages secondaires de la série télévisée d'animation américaine South Park. Il est doublé par Trey Parker dans la version originale, Thierry Wermuth pour la version française et Gilbert Lachance pout la version québécoise. Il est marié avec Sharon Marsh, née Kimble, et est le père de Stan et Shelly. Avec son épouse, il forme un couple archétypique de la classe moyenne américaine, et habite dans la ville fictive de South Park située dans l'État du Colorado.

## Rôle dansSouth Park
Randy Marsh fait sa première apparition dans la série dans l'épisode 3 de la saison 1 intitulé Volcano. Il y exerce les fonctions de géologue, à l'instar du père de Trey Parker lui-même, et est chargé du suivi de l'activité du Mont Evanston pour le Centre d'activité sismique de South Park. Par la suite, il sera davantage présenté comme géologue travaillant pour l'Institut d'études géologiques des États-Unis. Tout au long de la série, Randy Marsh exercera différentes activités, et bien que sa formation de scientifique ne soit pas complètement effacée par les créateurs de la série, à l'image de son rôle dans l'épisode 8 de la saison 9, une parodie du film à succès Le Jour d'après, où il joue le rôle du scientifique chargé de la gestion de crise, ce trait initial caractéristique se dissipera progressivement. Ainsi, après avoir repris un magasin spécialisé dans la location de vidéos dans Cauchemar sur Face Time, l'épisode 12 de la saison 16, où le personnage est présenté sous un jour particulièrement sombre, il devient par la suite producteur et chanteur, deux saisons plus tard, dans l'épisode Ebola sans Gluten. Dans ce dernier, Randy Marsh se glisse dans la peau de la chanteuse néo-zélandaise Lorde. Ce rôle de Lorde joué par Randy s'accompagne d'une visibilité accrue du personnage dans le déroulement de la série, sans cesse renforcée depuis.

### Un personnage de plus en plus central dans la série
Bien qu'originellement périphérique dans la série, le personnage de Randy Marsh connaît une ascension constante en termes de visibilité, au point que les dernières saisons en font quasiment un personnage principal, au même rang que les quatre garçons. Trey Parker et Matt Stone ont expliqué que plus ils vieillissaient, plus ils s'identifiaient au personnage de Randy plutôt qu'aux enfants, ce qui explique cette omniprésence progressive.
Cela est tout particulièrement le cas pour la saison 23 de la série, puisque Randy Marsh y occupe une place centrale, les différents épisodes narrant son aventure entrepreneuriale au sein de la ferme "Tégrité". Sur l'ensemble de cette saison, les quatre principaux protagonistes que sont Stan Marsh, Kyle Broflovski, Éric Cartman et Kenny McCormick deviennent des personnages secondaires, tandis que la ville de South Park est peu visible, reléguée en arrière-plan par la focale mise sur les activités de la ferme.
Cette centralité accrue du personnage dans la série atteint son paroxysme avec l'épisode Pandemic Special, d'une durée d'une heure, contre les 22 minutes moyennes habituelles des épisodes de la série, qui fait de Randy Marsh le patient zéro de la pandémie de Covid-19 dans l'univers fictif de South Park.

### Personnalité
Randy Marsh est l'Américain moyen par excellence, alcoolique confirmé (il essaiera de se faire soigner de cette "maladie" dans l'épisode Bloody Mary). On l'a également vu sous l'empire de drogues, comme dans l'épisode La Fin de l'Obésité, où il s'injecte un produit miracle pour maigrir, produit qui s'avère en réalité proche d'une drogue dure au vu de ses effets immédiats. Il est aussi d'une extrême mauvaise foi, est parfois beauf dans son comportement et semble fasciné par la scatologie (voir l'épisode Gros Caca ou encore Mange, prie et froute). Il se montre dans certains épisodes machiste, et même misogyne (par exemple, dans l'épisode La Cupidité de l'homme rouge, il dit "Les femmes, je les hais") mais reste dans l'ensemble un bon père de famille (voir l'épisode Le Derby de Pinewood par exemple), bien que souvent immature.